# Deuxième circonscription de la préfecture de Saitama
La deuxième circonscription de la préfecture de Saitama (埼玉県第2区, Saitama-ken dai-ni-ku) est l'une des seize circonscriptions législatives que compte la préfecture de Saitama au Japon.

## Description géographique
Entre 1994 et 2013, la deuxième circonscription de la préfecture de Saitama comprenait les villes de Kawaguchi et Hatogaya.
Entre 2013 et 2017, elle correspondait à la ville de Kawaguchi ; depuis 2017, elle couvre la majeure partie de celle-ci,.

## Députés
| Législature | Début de mandat | Fin de mandat | Député élu            | Parti politique | Parti politique |
| ----------- | --------------- | ------------- | --------------------- | --------------- | --------------- |
| 41e         | 1996            | 2000          | Katsuyuki Ishida (ja) |                 | Shinshintō      |
| 42e         | 2000            | 2003          | Yoshitaka Shindō      |                 | PLD             |
| 43e         | 2003            | 2005          | Katsuyuki Ishida      |                 | PDJ             |
| 44e         | 2005            | 2009          | Yoshitaka Shindō      |                 | PLD             |
| 45e         | 2009            | 2012          | Katsuyuki Ishida      |                 | PDJ             |
| 46e         | 2012            | 2014          | Yoshitaka Shindō      |                 | PLD             |
| 47e         | 2014            | 2017          | Yoshitaka Shindō      |                 | PLD             |
| 48e         | 2017            | 2021          | Yoshitaka Shindō      |                 | PLD             |
| 49e         | 2021            | 2024          | Yoshitaka Shindō      |                 | PLD             |
| 50e         | 2024            | -             | Yoshitaka Shindō      |                 | PLD             |